# شیخوپوره
شیخوپوره (به اردو: شیخوپورہ) شهری در ایالت پنجاب (پاکستان) کشور پاکستان است که در سرشماری سال ۲۰۰۶ میلادی، ۳۷۴٫۰۱۱ نفر جمعیّت داشته است.